# تنها (ترانه هالزی)
«تنها» (به انگلیسی: Alone) نام یک تک‌آهنگ از خواننده آمریکایی هالزی که با همراهی بیگ شان، رپر آمریکایی و استفلون دون، رپر بریتانیایی در ۱۵ مارس ۲۰۱۸ منتشر شد.